# Ференц Володимир Ігорович
Володимр Ігорович Ференц (нар. 12 липня 1984, Львів, УРСР) — український футболіст, захисник.

## Життєпис
Вихованець львівських «Карпат» та «Динамо», в складі яких з 1998 по 2002 рік виступав у ДЮФЛУ. У 2002 році підписав перший професіональний контракт з львівським «Динамо». Дебютував у футболці «динамівців» 16 березня 2002 року в переможному (2:1) домашньому поєдинку 20-о туру групи А Другої ліги проти клубу «Ковель-Волинь-2». Володимир вийшов на поле в стартовому складі, а на 65-й хвилині його замінив Віктора Вершигора. У футболці львівського «Динамо» у Другій лізі зіграв 13 поєдинків. Напередодні старту сезону 2002/03 підписав контракт з полтавською «Ворсклою». Дебютував у складі полтавців 19 жовтня 2002 року в переможному (3:2) домашньому поєдинку 1/8 фіналу кубку України проти ірпінської «Нафком-Академії». Ференц вийшов на поле в стартовому складі та відіграв увесь матч, а на 17-й хвилині отримав жовту картку. У Вищій лізі чемпіонату України дебютував 26 жовтня 2002 року в нічийному (0:0) домашньому поєдинку 13-о туру проти київської «Оболоні». Володимир вийшов на поле в стартовому складі та відіграв увесь матч. За першу команду «Ворскли» зіграв по 2 поєдинки в чемпіонаті та кубку України. Проте більшість часу захищав кольори другої команди ворсклян. Саме в її складі 13 травня 2005 року на 35-й хвилині переможного (2:0) домашнього поєдинку 23-о туру групи В Другої ліги проти «Авангарду-Індустрії» (Ровеньки) відзначився єдиним голом у професіональній кар'єрі. Ференц вийшов на поле в стартовому складі та відіграв увесь матч. За «Ворсклу-2» у Другій лізі зіграв 44 матчів, в яких відзначився 1 голом.
Напередодні початку сезону 2004/05 років перейшов у ПФК «Олександрію». Дебютував у футболці «професіоналів» 23 жовтня 2004 року в програному (0:4) виїзному поєдинку 12-о туру групи Б Другої ліги проти нікопольського «Електрометалурга». Ференц вийшов на поле на 53-й хвилині, замінивши Юрія Мокрицького. В команді провів два сезони. За цей час у Другій лізі чемпіонату України зіграв 23 матчі, ще 1 поєдинок провів у кубку України. У 2006 році перейшов до «Кременя». Дебютував за кременчуцьку команду 31 липня 2006 року в програному (0:1) виїзному поєдинку 1-о туру групи Б Другої ліги проти комсомольського «Гірника-спорту». Володимир вийшов на поле в стартовому складі та відіграв увесь матч. У сккаді «Кременя» в Другій лізі зіграв 44 матчі, ще 3 матчі відіграв у кубку України. В лютому 2008 року залишив кременчуцьку команду.
Другу частину сезону 2007/08 років розпочав у ФК «Львові». Дебютував у футболці «городян» 18 березня 2008 року в переможному (4:1) виїзному поєдинку 20-о туру Першої ліги проти луцької «Волині». Володимир вийшов на поле на 90-й хвилині, замінивши Борися Баранця. У складі ФК «Львів» зіграв 11 матчів у Першій лізі. У 2008 році зіграв 7 матчів за аматорський клуб «Княжа» (Добромиль).
У 2008 році знову повернувся до професіонального футболу, підписавши контракт з білоцерківським «Арсеналом». Дебютував за білоцерківців 16 липня 2008 року в переможному (3:1) домашньому поєдинку проти свердловського «Шахтаря». Володимир вийшов на поле в стартовому складі та відіграв увесь матч. Дебютував у Другій лізі за білоцерківців 20 липня 2008 року в переможному (2:1) домашньому поєдинку 1-о туру групи А проти «Миколаєва». Ференц вийшов на поле в стартовому складі та відіграв увесь матч. У складі «Арсеналу» в чемпіонаті України зіграв 16 матчів, ще 2 поєдинки провів у кубку України. Про подальшу кар'єру Ференца нічого невідомо.